# Concejo local (Israel)
El concejo local (en hebreo: מועצה מקומית‎; en árabe: مجلس محلي‎) son uno de los tres tipos de gobierno local que hay en Israel, siendo las otras dos el concejo municipal (ciudad) y los concejos regionales. Hay 124 consejos locales en Israel, incluidos 69 concejos locales árabes.
El estatus de consejo local se determina traspasando un umbral mínimo, suficiente para justificar operaciones como unidades municipales independientes, aunque no lo suficientemente grande como para ser declarado ciudad, pero si similar a una ciudad en estructura y modo de vida.En general, esto se aplica a todas las localidades de más de 2000 habitantes.
El Ministerio del Interior tiene la autoridad para decidir si una localidad es apta para convertirse en un municipio (una ciudad). El ministerio atenderá las alegaciones de los residentes que, pese a alcanzar los requisitos administrativos, pueden desear que la localidad siga siendo un consejo local incluso después de cumplir con los requisitos para convertirse en una ciudad (por ejemplo, Ramat Hasharón, que no se convirtió en una ciudad hasta 2002 debido a que los residentes querían preservar su imagen de localidad), o formar parte de un concejo regional a pesar de haber cumplido los criterios de un municipio. Los concejos locales también tienen un papel importante en el urbanismo.
La Unión de Autoridades Locales de Israel (ULAI) es la organización coordinadora de los consejos locales de Israel. El sindicato representa a los consejos locales frente al gobierno nacional. La ULAI se estableció en 1938, bajo el mandato británico, como la Liga de Consejos Locales.